# زبان اوت-مائین
اوت-مائین (ut-Ma’in) یا فاکای (Fakai) یا کاگ-فر-جییر-کور-رور-اوس-زوکسون (Kag-Fer-Jiir-Koor-Ror-Us-Zuksun) (برگرفته از نام هفت لهجهٔ این زبان) یک زنجیره گویشی است که دارای ۳۶٬۰۰۰ گویشور در منطقهُ فاکای در نیجریه می باشد. گویش‌های آن عبارتند از:
- Kag (Puku, Fakanchi, Et-Kag)
- Jiir (Gelanchi, Et-Jiir)
- Kur (Kere, Kar, Keri-Ni, Kelli-Ni, Kelanchi, Kelinci)
- Zuksun (Zussun, Et-Zuksun)
- Ror (Et-Maror, Tudanchi, Er-Gwar)
- Fer (Fere, Et-Fer, Wipsi-Ni, Kukum)
- Us (Et-Us)
- Koor (Kulu)